# Campo de concentração

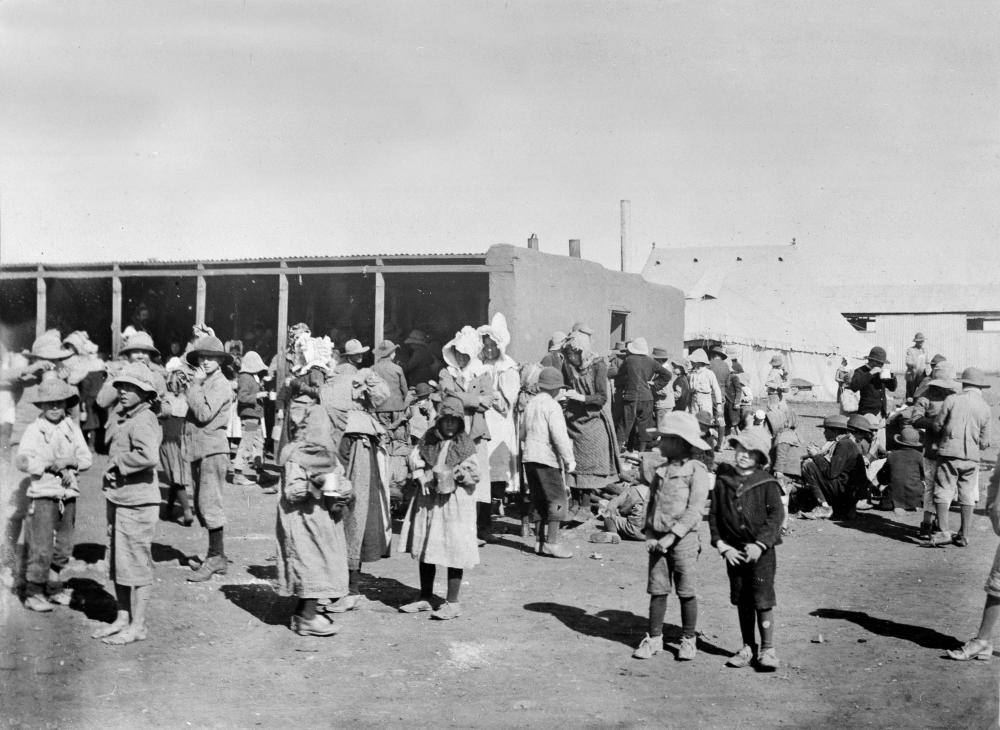
Crianças e mulheres boêres em um campo de concentração britânico na África do Sul no início do século XX

Campo de concentração é um centro de confinamento militar, instalado em área de terreno livre e cercada por telas de arame farpado ou algum outro tipo de barreira, cujo perímetro é permanentemente vigiado, para suster prisioneiros de guerra e/ou prisioneiros políticos. 

## História
Os campos de concentração são utilizados para a detenção de civis ou militares, geralmente em tempos de guerra. Não integram os sistemas penitenciários, onde são detidas pessoas condenadas por infringir a legislação de um país. São quase sempre instalações provisórias, com capacidade para abrigar grande quantidade de pessoas, normalmente prisioneiros de guerras, que, no melhor dos casos, podem vir a servir como moeda de troca com o inimigo, ou permanecer presas até a resolução do conflito. No terreno são dispostos, organizadamente, barracões para dormitórios, refeitórios, escritórios e finalidades complementares.
Em tese, esses centros de confinamento devem obedecer às regras das convenções internacionais, bem como submeter-se à fiscalização de organizações internacionais de defesa de direitos humanos. No entanto, historicamente há numerosos registros de exploração de mão de obra em regime de escravidão, bem como tortura e extermínio para presos políticos, prisioneiros de guerra e membros de grupos étnicos. Estes atos costumam ser motivados por ideologias, políticas totalitárias e funções militares. A prática de matanças sistemáticas de prisioneiros em alguns desses campos, fez com que, em linguagem corrente, os campos de concentração fossem assimilados aos campos de extermínio, que de fato constituem um subtipo anômalo.
O tratamento dado a prisioneiros de guerra, tanto civis quanto militares, nos campos de concentração em tempo de guerra é regulado pela Terceira e Quarta Convenções de Genebra, de 12 de agosto de 1949.
Há diversos registros do uso de instalações desse tipo para confinamento de dissidentes políticos por regimes ditatoriais, ou ainda como solução extrema para deter fluxos migratórios. Em alguns casos trata-se de dependências oficialmente inexistentes, sem qualquer vinculação com a norma jurídica e, portanto, não submetidas ao controle internacional, como no caso de Guantánamo, em Cuba.

### Alemanha

#### Império Alemão

Principais campos de concentração e extermínio nazistas na Europa ocupada

Em resposta a uma revolta dos Namaquas e hererós na colônia do Sudoeste Africano Alemão, atual Namíbia, as autoridades alemãs criaram campos de concentração para confinar os rebeldes. O combate aos rebeldes e as condições dos campos causaram um número de mortos tão grande, que este é tido como o primeiro genocídio do século XX. O Genocídio dos Hererós e Namaquas estendeu-se de 1904 a 1907.

#### Alemanha Nazista
Sob o nazismo, os campos de concentração foram usados como parte de uma estratégia de dominação de grupos étnicos e dissidentes políticos. Diferentes grupos étnicos (judeus, ciganos, polacos, sintis, yeniches), políticos (anarquistas, comunistas), homossexuais e minorias religiosas (Testemunhas de Jeová) foram objeto de tratamento desumano e de extermínio no Holocausto.
Estima-se que grande parte dos judeus desaparecidos durante a Segunda Guerra Mundial tenha perecido nos campos. Embora outros países tenham construído campos de concentração com a finalidade de isolar populações de determinadas etnias, não há nada comparável, em escala, aos campos nazistas. Desde 1933, quando os primeiros grandes campos de concentração foram construídos em Boyermoor e Dachau, oito milhões de pessoas perderam seus nomes, substituídos por identificações por números, obrigadas a usar triângulos de identificação, foram escravizadas ou transformadas em cobaias. Muitas delas morreram vitimadas por doenças, como tifo e cólera, enquanto outras eram enviadas aos campos de extermínio para serem eliminadas em câmaras de gás. Os nazistas criaram também bordeis nos campos como um método de revigorar os trabalhadores.
Em 2005, a ONU designou 27 de janeiro como o Dia Internacional da Lembrança do Holocausto.

### Argentina

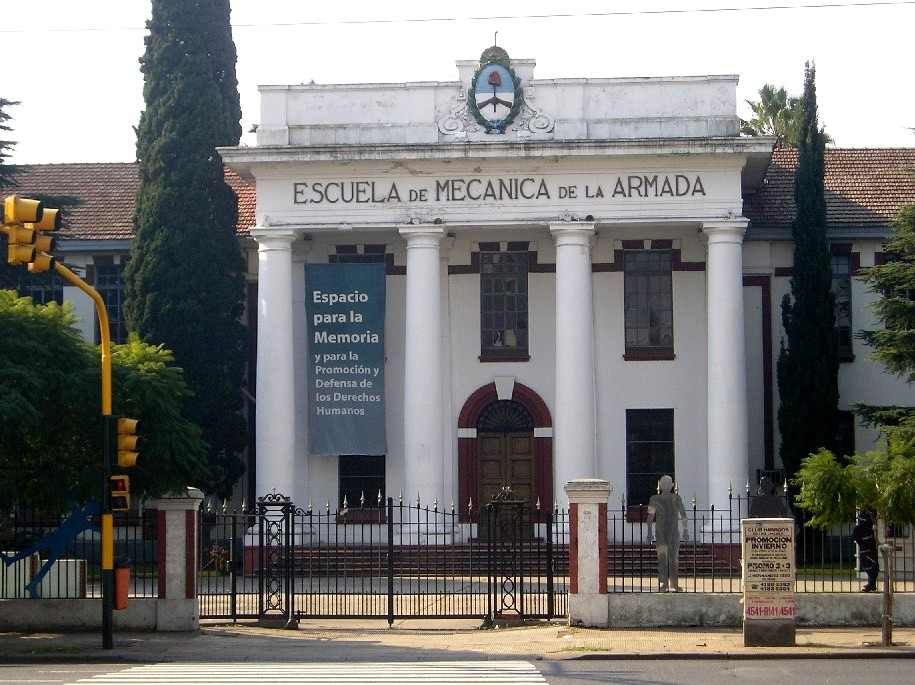
A ESMA, um famoso centro clandestino de detenção na Argentina

Os centros clandestinos de detenção (CCD) na Argentina foram instalações secretas empregadas pelas forças armadas e de segurança para executar o plano sistemático de desaparecimento de pessoas implementado pela ditadura militar (autodenominada "Processo de Reorganização Nacional") que ocupou o poder na Argentina entre 24 de março de 1976 e a 10 de dezembro de 1983.
As Forças Armadas classificavam os CCD em dois tipos:
- Lugar de Reunião de Detidos (LRD): tinham uma organização mais estável e estavam preparados para alojar, torturar e assassinar grandes quantidades de detidos;
- Lugar Transitório (LT): tinham uma infraestrutura precária e estavam destinados a funcionar como um primeiro lugar de alojamento dos detidos-desaparecidos.

### Brasil
No Brasil, Grande Seca (1877-1879) resultou numa grave crise humanitária no Nordeste, especialmente no Ceará. Em 1915 e 1932, o governo brasileiro criou nas cidades de Fortaleza (Tauape e Urubu) Cariús, Ipu, Crato, Quixeramobim e Senador Pompeu, numa região conhecida como Sertão Central, no Estado do Ceará, sete campos para confinar retirantes que fugiam das secas. Estes campos ficaram conhecidos como "currais do governo". Os currais foram criados para impedir que os retirantes chegassem às grandes cidades, de modo a evitar uma nova crise socioeconômica como a que resultou na Grande Seca do século anterior. Em junho de 2019, a cidade de Senador Pompeu tombou a área e as estruturas remanescentes do campo que funcionou no município.
Como resultado da entrada do Brasil na II Guerra Mundial, o governo criou campos de concentração. Já em 1942, a partir da declaração de guerra do Brasil aos países do Eixo, o governo brasileiro criou vários campos de concentração para cidadãos alemães, italianos e japoneses, considerados suspeitos de "atividades antibrasileiras". Também foram feitos prisioneiros os tripulantes de embarcações alemãs capturadas ou avariadas nas costas brasileiras. Os campos oficiais eram doze: Daltro Filho (RS), Trindade(SC), Presídio de Curitiba (PR), Guaratinguetá (SP), Pindamonhangaba (SP), Bauru (SP), Pirassununga (SP), Ribeirão Preto (SP), Pouso Alegre (MG), Niterói (RJ), Chã de Estevam (PE) e Tomé-Açu (PA).
Na Granja do Canguiri (Grande Curitiba) reclusos japoneses eram separados dos filhos, realizavam trabalho forçado e, sofriam humilhações, sendo expostos como num zoológico humano. Também havia outros campos de concentração dentre os oficiais, como o de Ponta Grossa, que também mantinham austríacos. Em Joinville, 200 pessoas foram colocadas num hospício desativado. Um campo de concentração no Recife abrigou os funcionários das Casas Pernambucanas, apenas pelo fato de os seus patrões terem origem germânica.
A reclusão nos campos foi uma pré-condição para o apoio brasileiro aos Aliados. O tratamento dado aos imigrantes foi um dos elementos de negociação no campo da política internacional.
Esse período da história brasileira não foi incluído nos livros didáticos até o momento pois, até 1996, era considerado secreto pelo governo, que permitia apenas o acesso parcial das informações. Os arquivos foram lacrados com base em uma lei que proibia consultas ou pesquisas por 50 anos. Em 1988, o prazo diminuiu para 30 anos. Durante o conflito, o governo brasileiro criou um total de 31 campos de concentração.

### China

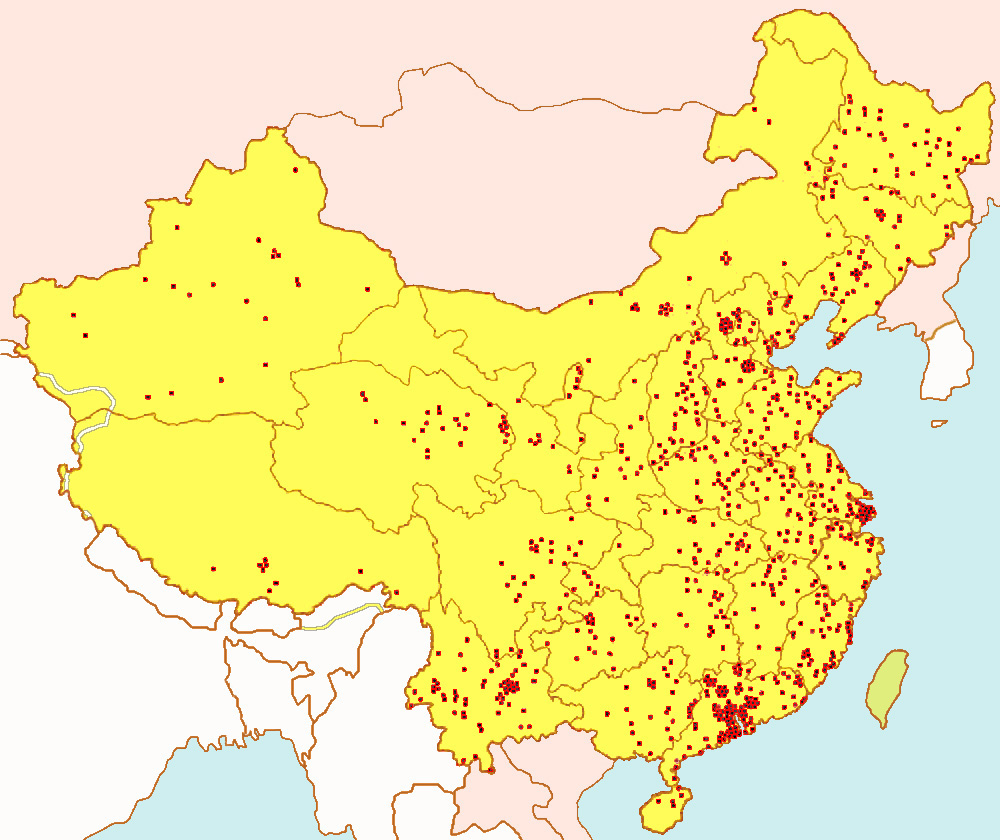
Mapa dos campos de trabalho Laogai na China

Laogai, a abreviatura de Láodòng Gǎizào (劳动 改造/劳动 改造), que significa "reforma através do trabalho", é um slogan do sistema de justiça criminal chinês e tem sido usado para se referir ao uso de mão de obra prisional e de colônias penais agrícolas na República Popular da China (RPC). Estima-se que nos últimos 50 anos, mais de 50 milhões de pessoas foram enviadas para os campos laogai. O sistema laogai se distingue do sistema laojiao, ou reeducação através do trabalho, que é um sistema de prisões administrativas para pessoas que não são criminosas, mas que cometeram delitos menores, e se destina a transformar criminosos em cidadãos cumpridores da lei. As pessoas que se encontram detidas no sistema laojiao, estão abrigadas em instalações separadas do sistema prisional geral laogai. Ambos os sistemas, no entanto, envolvem o trabalho penal.
Em 1990, a China abandonou o termo laogai e começou a classificar as instalações apenas como "prisões". A revisão feita em 1997 da Lei de Processo Penal da China pôs um fim na abertura da política laogai. A existência de uma extensa rede de campos de trabalho forçado que produzem bens de consumo para exportação para a Europa e para os Estados Unidos tornou-se classificada. A publicação de informações sobre o sistema prisional da China pelo canal catariano Al Jazeera English resultou na expulsão da emissora do país em 7 de maio de 2012.

### Coreia do Norte
De acordo com muitas organizações de direitos humanos, as condições nas prisões da Coreia do Norte são severas e oferecem risco de vida aos detentos. Nelas os presos são sujeitos à tortura e a um tratamento desumano por parte das autoridades norte-coreanas. Nas prisões da Coreia do Norte também ocorrem frequentemente execuções públicas e secretas de prisioneiros, inclusive crianças e especialmente em casos de tentativas de fuga, além de infanticídios (abortos forçados e assassinatos de bebês no ato do nascimento). A taxa de mortalidade é muito elevada, porque muitos prisioneiros morrem de fome, doenças, acidentes de trabalho ou tortura.
O governo da Coreia do Norte nega categoricamente todas as alegações de violações dos direitos humanos em campos de prisioneiros, alegando que isso é proibido por lei processual penal. No entanto, ex-prisioneiros testemunham que existem regras completamente diferentes nos campos de prisioneiros. O governo norte-coreano nunca forneceu nenhuma informação sobre prisioneiros ou campos de prisioneiros, proibindo o acesso de qualquer organização de direitos humanos aos campos de prisioneiros do país.
Lee Soon-ok deu um testemunho detalhado sobre o seu tratamento no sistema prisional norte-coreano para a Câmara dos Representantes dos Estados Unidos em 2002. Em seu depoimento, ela disse: "eu declaro que a maioria dos 6 000 presos que estavam lá quando eu cheguei, em 1987, silenciosamente pereceram sob as condições prisionais duras na hora que eu fui liberta em 1992". Muitos outros prisioneiros antigos, incluindo Kang Chol-hwan e Shin Dong-hyuk, deram testemunhos detalhados e consistentes sobre os crimes contra os direitos humanos nos campos de prisioneiros norte-coreanos.
De acordo com o depoimento do ex-guarda de campo Ahn Myong Chol, do Campo 22 (também chamado de Campo de concentração de Hoeryong), os guardas são treinados para tratar os detentos como sub-humanos, e ele deu um relato acerca de crianças em um dos campos de prisioneiros que estavam lutando sobre quem teria que comer um grão de milho obtido a partir de esterco de vaca.
As instalações dos campos de prisioneiros da Coreia do Norte podem ser distinguidas em grandes campos de internamento para os presos políticos (Kwan-li-so em coreano) e em campos de reeducação para os prisioneiros comuns (Kyo-hwa-lo em coreano).

### Cuba
A Reconcentración foi um método e uma política adotada pelo general Valeriano Weyler, a partir de 16 de fevereiro de 1896, para aniquilar militarmente o levante da independência cubana de 1895. Consistia em aglomerar de forma forçada aos camponeses em aldeias cercadas, a fim de isolar os insurgentes de seu ambiente natural, impedindo-os de receberem ajuda. A medida criou uma situação complexa por não ser capaz de fornecer alimentos a essas populações em graves condições anti-higiênicas que vivenciaram fomes e epidemias, tanto nos militares espanhóis quanto na população civil, o que a tornou altamente impopular. A medida terminou em novembro do ano seguinte com a substituição de Weyler pelo general Ramón Blanco y Erenas, que chegou com a concessão de autonomia para tentar reparar os danos causados. Em 1898, como consequência da política de Reconcentração de Weyler, um terço da população cubana havia sido enviada à força para os campos de concentração, resultando na morte de mais de 400 mil pessoas. O historiador John Lawrence Tone caracteriza a política de reconcentración como genocida.

### Espanha
Na Espanha entre 1936 e 1947 funcionaram vários campos de concentração estáveis e outros muitos provisórios, coordenados pelo Servicio de Colonias Penitenciarias Militarizadas.
Recluíram cerca de meio milhão de prisioneiros entre 1936 e 1942.
Terminavam nestes campos de concentração, desde integrantes do bando republicano (ex-combatentes da guerra civil) ou dissidentes políticos até homossexuais e presos comuns. Assim como em outros muitos campos de concentração, os prisioneiros eram hierarquizados, sendo que os presos comuns violentos (portanto sem motivações políticas ou ideológicas) estavam num grau superior ao da maioria dos detentos, trabalhando de vigiantes destes últimos. Caracterizaram-se pela exploração laboral dos prisioneiros, organizados em batalhões de trabalhadores.

### Estados Unidos

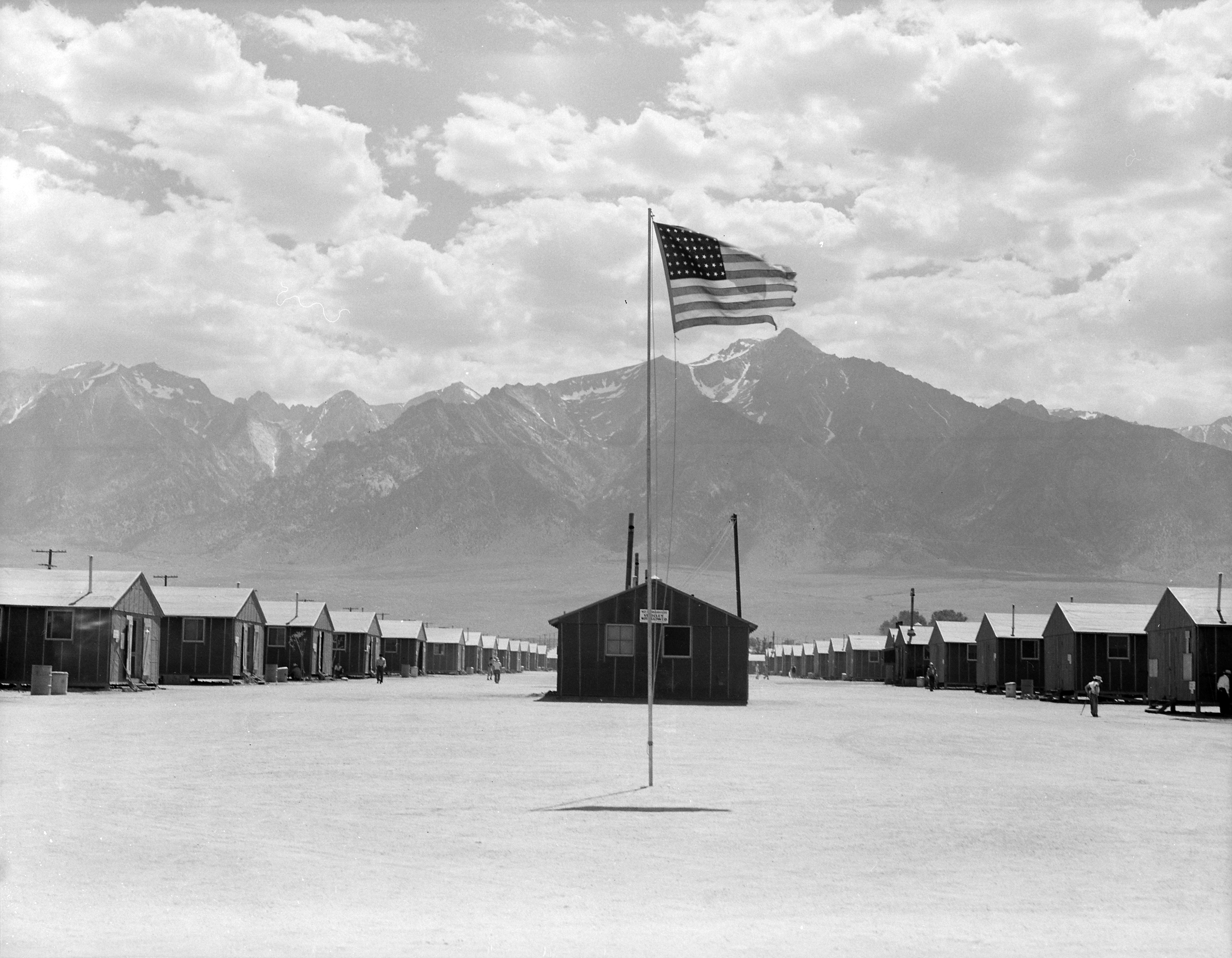
Campo de Manzanar, Califórnia

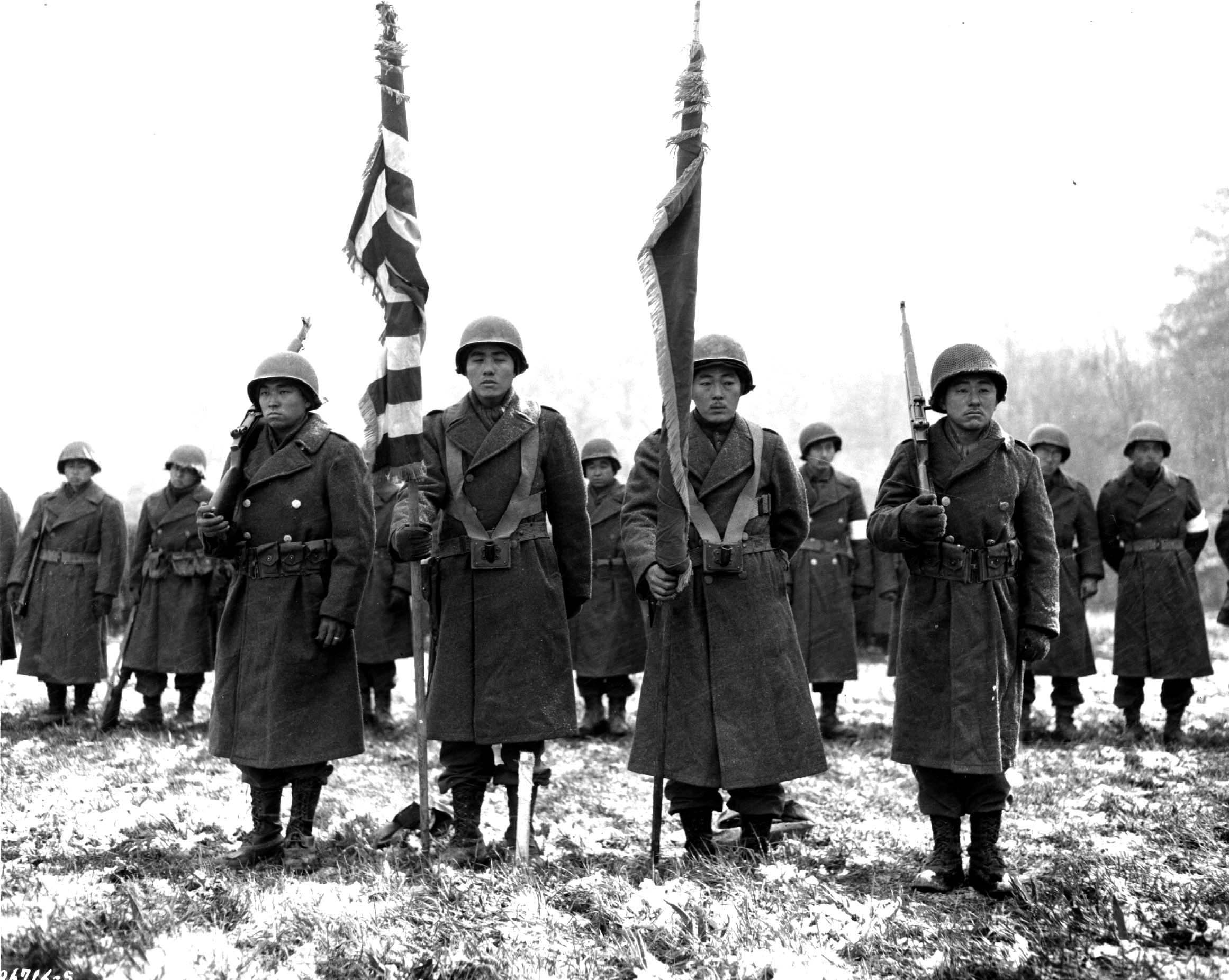
Soldados nipo-americanos do 442º Regimento de Infantaria dos Estados Unidos em Bruyères, França, em 12 de novembro de 1944. Enquanto estes soldados lutavam na Europa, suas famílias permaneciam detidas em campos de concentração nos EUA

Nos Estados Unidos, também durante a Segunda Guerra Mundial, campos de concentração alojaram cerca de 120 000 pessoas, a maioria delas de etnia japonesa, embora de cidadania estadunidense.
Crystal City, no Texas notabilizou-se por abrigar um desses campos e para lá foram deportados não apenas cidadãos japoneses como também alemães. O governo dos EUA tirou proveito da situação, trocando os prisioneiros alemães por prisioneiros judeus estadunidenses que se encontravam em campos de concentração europeus.
Os campos eram situados em locais remotos do interior do país e foram projetados especialmente para este fim, entre 1942 e 1948. As pessoas foram retiradas à força de suas casas, quase sempre situadas na costa oeste, e enviadas para instalações de segurança máxima. Os campos eram cercados com arame farpado e vigiados por guardas armados. Aqueles que tentavam fugir eram abatidos.
O confinamento de japoneses étnicos foi principalmente uma resposta ao ataque a Pearl Harbor. Durante a guerra, os organismos de defesa dos Direitos Humanos contestaram o direito do governo de aprisionar pessoas por razões étnicas e apelaram à Suprema Corte dos Estados Unidos, porém o apelo foi rechaçado.
Posteriormente, em 1951, o governo dos EUA ofereceu compensações financeiras às vítimas, mas só em 1988, quando ofereceu também US$ 20 000 como ressarcimento às vítimas através da Public Law 100-383, houve uma retratação pública e o governo norte-americano admitiu que a concentração de prisioneiros se deveu a "preconceitos raciais, à histeria bélica e à deficiência da liderança política". A ordem de concentração partira do presidente Franklin Delano Roosevelt, através do decreto 9 066, que autorizava aos chefes das guarnições militares a designar "áreas de exclusão". A "área de exclusão militar número um", que correspondia a toda a costa do Pacífico, foi declarada fora dos limites para qualquer pessoa de ascendência japonesa.
Em outubro de 1990 o presidente George H. W. Bush escreveu:
| Original | Tradução |
| --- | --- |
| A monetary sum and words alone cannot restore lost years or erase painful memories; neither can they fully convey our Nation's resolve to rectify injustice and recognize that serious injustices were done to Japanese Americans during World War II. In enacting a law calling for restitution and offering a sincere apology, your fellow Americans have, in a very real sense, renewed their traditional commitment to the ideals of freedom, equality and justice. You and your family have our best wishes for the future. Sincerely, George Bush. | Uma soma monetária e palavras sozinhas não podem restaurar anos perdidos ou apagar memórias dolorosas; nem podem transmitir plenamente a determinação de nossa nação de retificar a injustiça e reconhecer que sérias injustiças foram cometidas aos nipo-americanos durante a Segunda Guerra Mundial. Ao promulgar uma lei que pede a restituição e oferece um sincero pedido de desculpas, seus concidadãos americanos renovaram, em um sentido muito real, seu compromisso tradicional com os ideais de liberdade, igualdade e justiça. Você e sua família têm nossos melhores votos para o futuro. Atenciosamente, George Bush. |

### Império Otomano

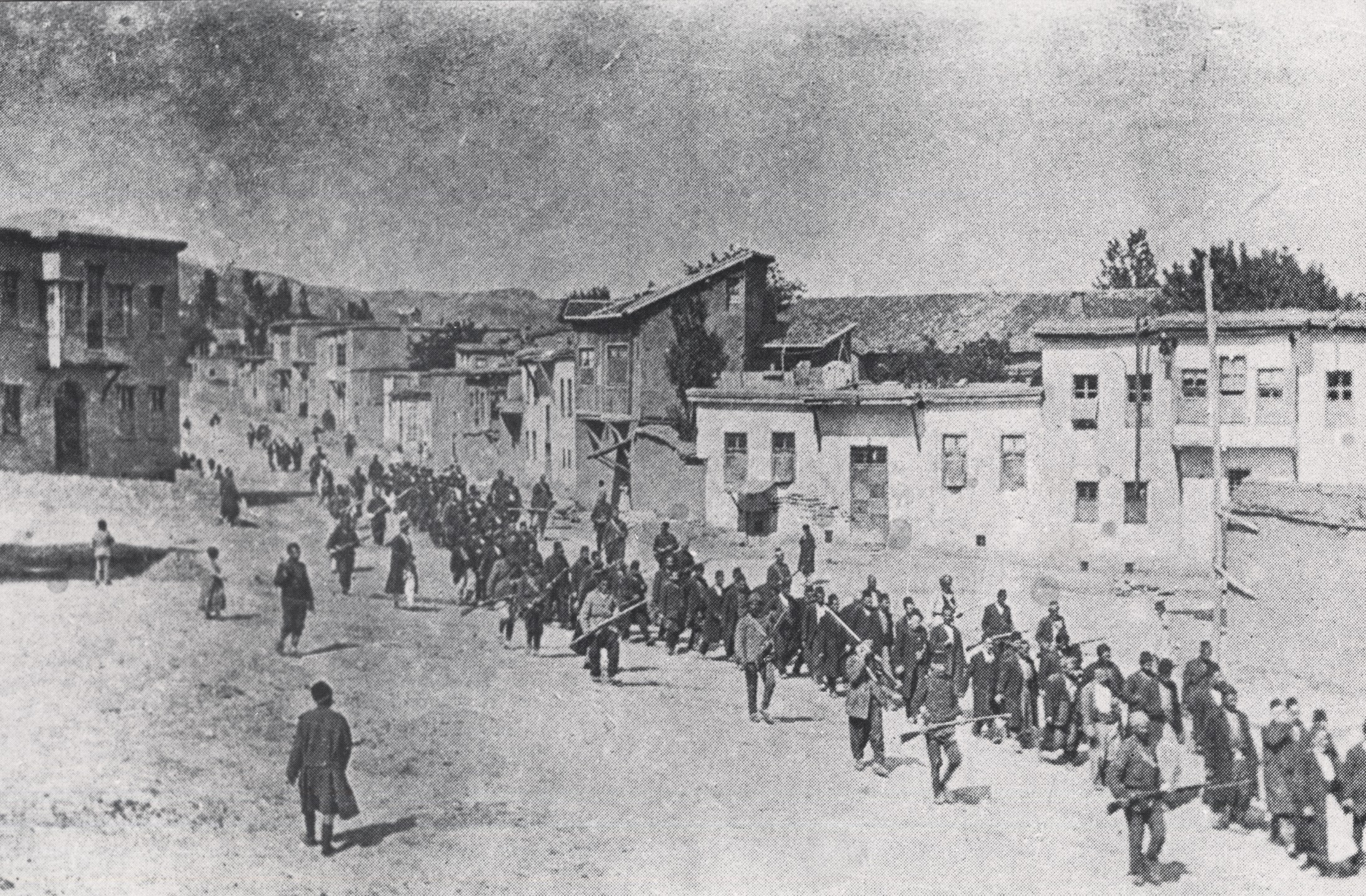
Armênios escoltados por soldados turcos marchando para uma prisão próxima da cidade de Mamüretalaziz (Carberde - Carperte para os armênios, atual Elaze) em abril de 1915

O Império Otomano perseguiu minorias cristãs, no período entre 1913 e 1923, e minorias étnicas no Genocídio armênio, Genocídio assírio e Genocídio grego. Resultando num total de mais de 3,5 milhões de mortes por razões étnico-religiosas. Durante as perseguições promovidas pelo governo dos Três Paxás, no poder de 1913 a 1918, os perseguidores fizeram uso de campos de concentração e extermínio, como parte da estratégia de eliminação das populações perseguidas. Estes foram criados para encarcerar os grupos que sobreviveram às deportações e marchas da morte que lhes foram impostas. Estudos indicam que existiram por volta de 25 campos, em sua maioria instalados nas proximidades das atuais fronteiras entre Síria, Iraque e Turquia. A Turquia moderna nega-se a reconhecer tais fatos.

### Itália
Entre as décadas de 1930 e 1940, a Itália fascista criou 134 campos de concentração. Estes campos, instalados nas colônias africanas, nos territórios europeus ocupados e no território italiano, reuniam presos políticos, judeus (ebrei) e prisioneiros de guerra.
Em 2003, os meios de comunicação do país publicaram uma declaração do primeiro-ministro da Itália, Silvio Berlusconi:
"Mussolini usava (os campos) para enviar as pessoas em férias".
A supressão da memória da existência destes campos de concentração, provocou um revisionismo histórico na Itália. Sobreviventes lamentam a "amnésia histórica" sobre este fato.
|                                                          |                                                                                         |                                                                              |
| Campo de concentração de El Agheila (1928-1932) na Líbia | Prisioneiros civis iugoslavos no campo de concentração de Renicci (1942-1943) na Itália | Crianças aprisionadas no campo de concentração de Rab (1942-1943) na Croácia |

### Japão

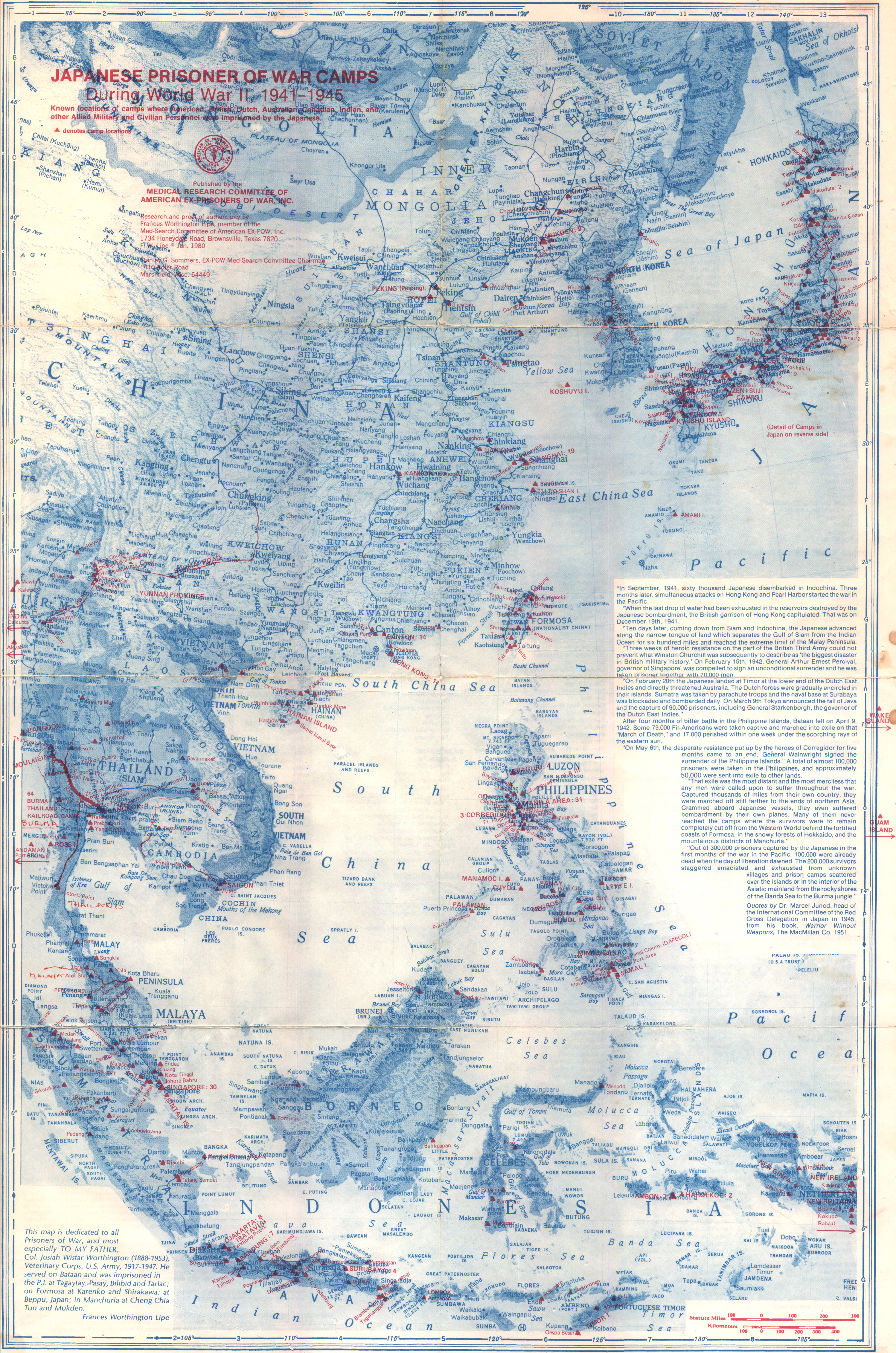
Mapa indicativo dos campos de prisioneiros conhecidos mantidos pelo Império do Japão dentro da Esfera de Coprosperidade da Grande Ásia Oriental

De 1941 a 1945, o Império do Japão criou campos de prisioneiros, no Japão e nos territórios ocupados na Ásia para encarcerar militares e civis, capturados, oriundos de países aliados da Segunda Guerra Mundial. Estes campos foram instalados em vários países: Filipinas, Coreia, Taiwan, Hong Kong, Índias Orientais Holandesas, Tailândia, China e outros. Durante a Segunda Guerra Sino-Japonesa e a II Guerra Mundial, militares japoneses usaram prisioneiros de guerra como cobaias numa série de experiências. No estado fantoche de Manchukuo, criado pelo Japão no nordeste da China, a unidade 731 realizou experiências com armas químicas, biológicas e outras que vitimaram principalmente prisioneiros do campo de Pingfang.

### Portugal
O Campo do Tarrafal, ou Campo de Concentração do Tarrafal, situado no lugar de Chão Bom do concelho do Tarrafal, na ilha de Santiago (Cabo Verde), foi criado pelo Governo português do Estado Novo ao abrigo do Decreto-Lei n.º 26 539, de 23 de Abril de 1936, que afirma servir o Campo para receber os presos políticos e sociais, sobre quem recai o dever de cumprir o desterro, aqueles que internados em outros estabelecimentos prisionais se mostram refratários à disciplina e ainda os elementos perniciosos para outros reclusos. Este diploma abrange também os condenados a pena maior por crimes praticados com fins políticos, os presos preventivos, e, por fim, os presos por crime de rebelião. Começou a funcionar em 29 de outubro de 1936, com a chegada dos primeiros prisioneiros.

### Reino Unido

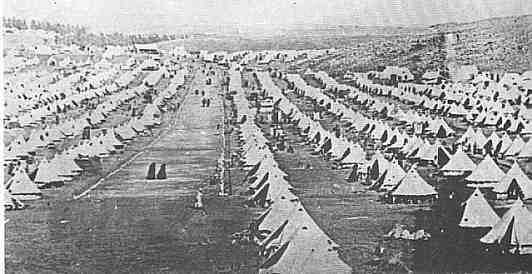
Campo de concentração para boeres em Krugersdorp, África do sul

A primeira aplicação moderna e sistemática de campo de concentração foi feita pelo Reino Unido, durante a Segunda Guerra dos Bôeres, entre 1900 e 1902, quando o comandante britânico Horatio Kitchener utilizou os campos como parte de sua estratégia de combate à guerrilha.
Kitchener ordenou a destruição das fazendas que abasteciam os guerrilheiros bôeres e deportou os fazendeiros e seus empregados para campos de concentração. Tratava-se, em grande maioria, de mulheres e crianças. Famílias inteiras foram confinadas em campos, onde os prisioneiros morriam lentamente de desnutrição ou vitimados por epidemias.
O uso dos campos foi fundamental para a vitória do exército britânico. No final da guerra, cerca de 26 000 mulheres e crianças bôeres haviam perecido naqueles locais. Também os trabalhadores nativos, que viviam nas fazendas, tiveram o mesmo destino de seus patrões.

### União Soviética

Mapa dos campos de trabalho forçado do sistema gulag, existentes na extinta União Soviética entre 1923 e 1961

A União Soviética manteve entre 1923 e 1961 um sistema de campos de trabalho forçado denominado gulag. Tais campos reuniam tanto criminosos comuns, como dissidentes políticos, religiosos e estrangeiros. Incluindo cidadãos americanos empregados pela indústria soviética, depois de dispensados, quando não mais necessários. Um prisioneiro célebre foi o paraquedista americano Victor Herman, encarcerado em 1934 e que passou 18 anos detido na Sibéria, por recusar-se a adotar a cidadania soviética após quebrar o recorde mundial de salto em queda livre.

### Rússia
Durante invasão da Ucrânia, as tropas russas criaram campos de infiltração (russo: фильтрационные лагеря на Украине), que, devido ao tratamento desumano até mesmo da pacífica população ucraniana, vários investigadores comparam com os campos de concentração da Alemanha nazi, e o artigo do polítictecnólogo russo Timofey Sergeytsev "O que a Rússia deve fazer com a Ucrânia", do historiador americano Timothy Snyder, chamou o líder direto do genocídio      .

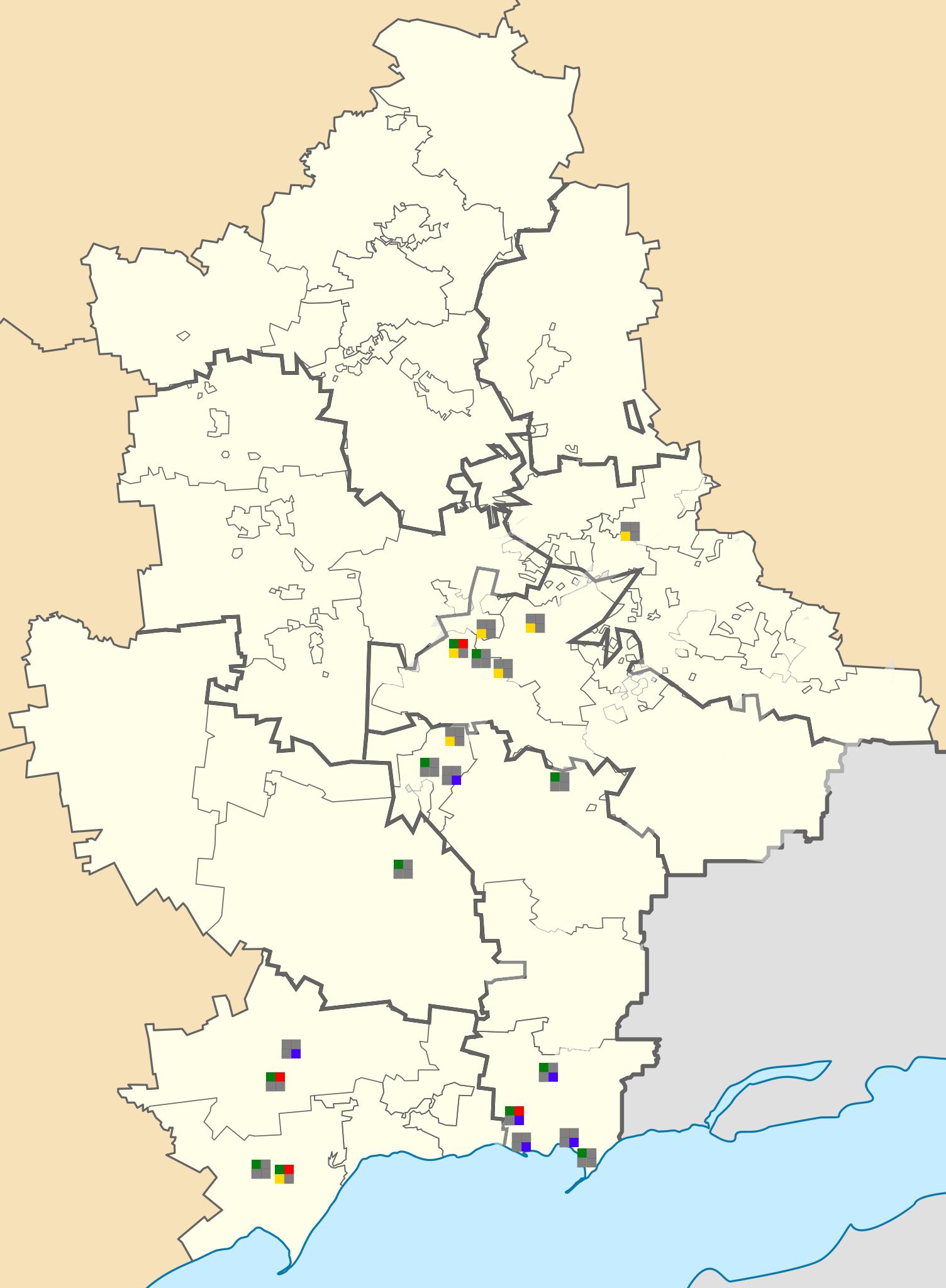
Mapa de campos de infiltração conhecidos em territórios ocupados pela Rússia na Oblast de Donetsk

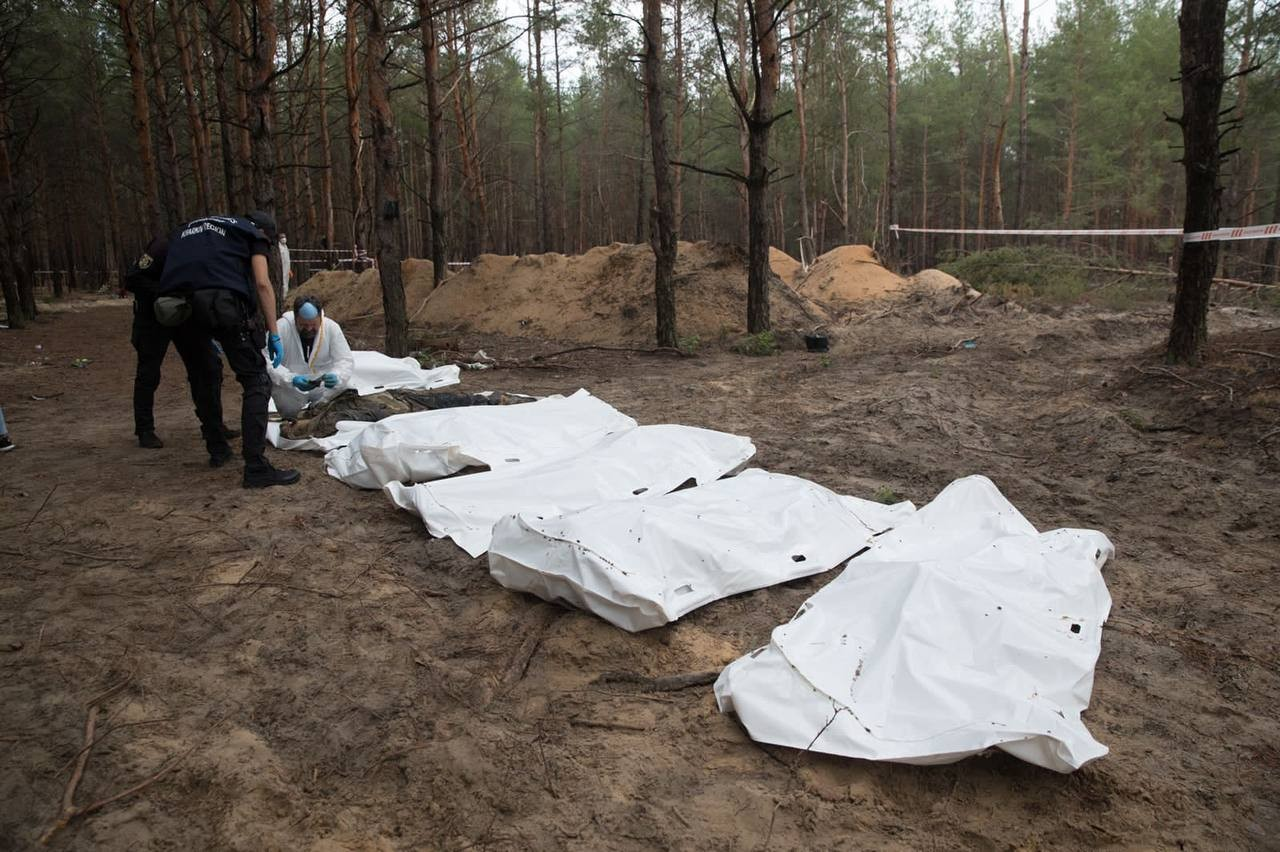
Exumação dos corpos de ucranianos torturados pelos russos nesses campos e enterrados secretamente, 2022

## Campos de concentração famosos
- Auschwitz-Birkenau (Polônia ocupada pela Alemanha)
- Bergen-Belsen (Alemanha)
- Buchenwald (Alemanha)
- Dachau (Alemanha)
- Estadio Nacional de Chile (durante a ditadura Pinochet)
- Jasenovac (Estado Independente da Croácia governado pela Ustaše durante a Segunda Guerra Mundial).
- Manzanar (EUA)
- Mauthausen-Gusen (Áustria ocupada pela Alemanha)
- Sachsenhausen (Alemanha)
- Prisão de Guantánamo (território dos EUA em Cuba)
- Treblinka (Polônia ocupada pela Alemanha)
- Villa Grimaldi (Chile)

## Galeria

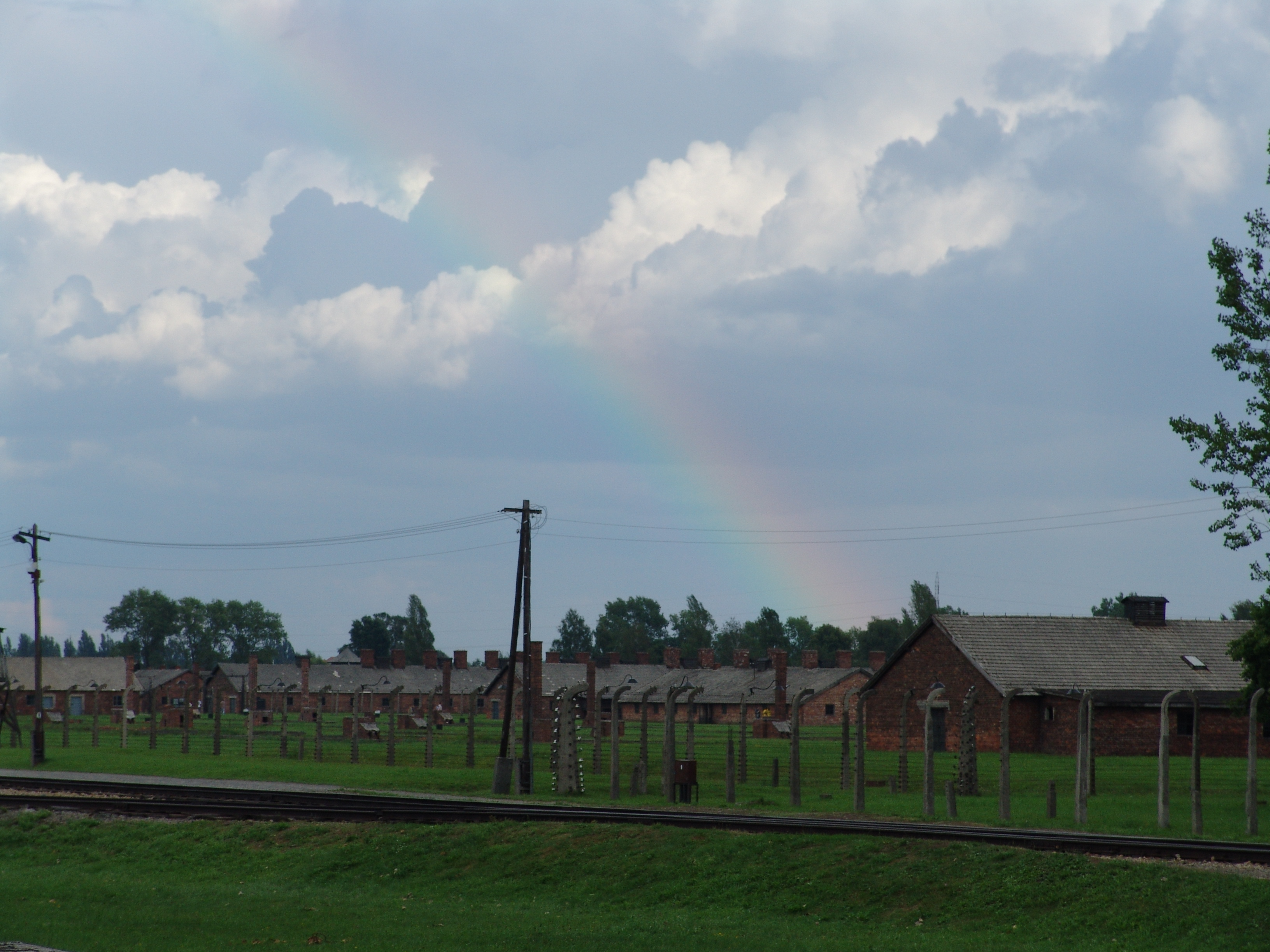
Campo de concentração de Birkenau
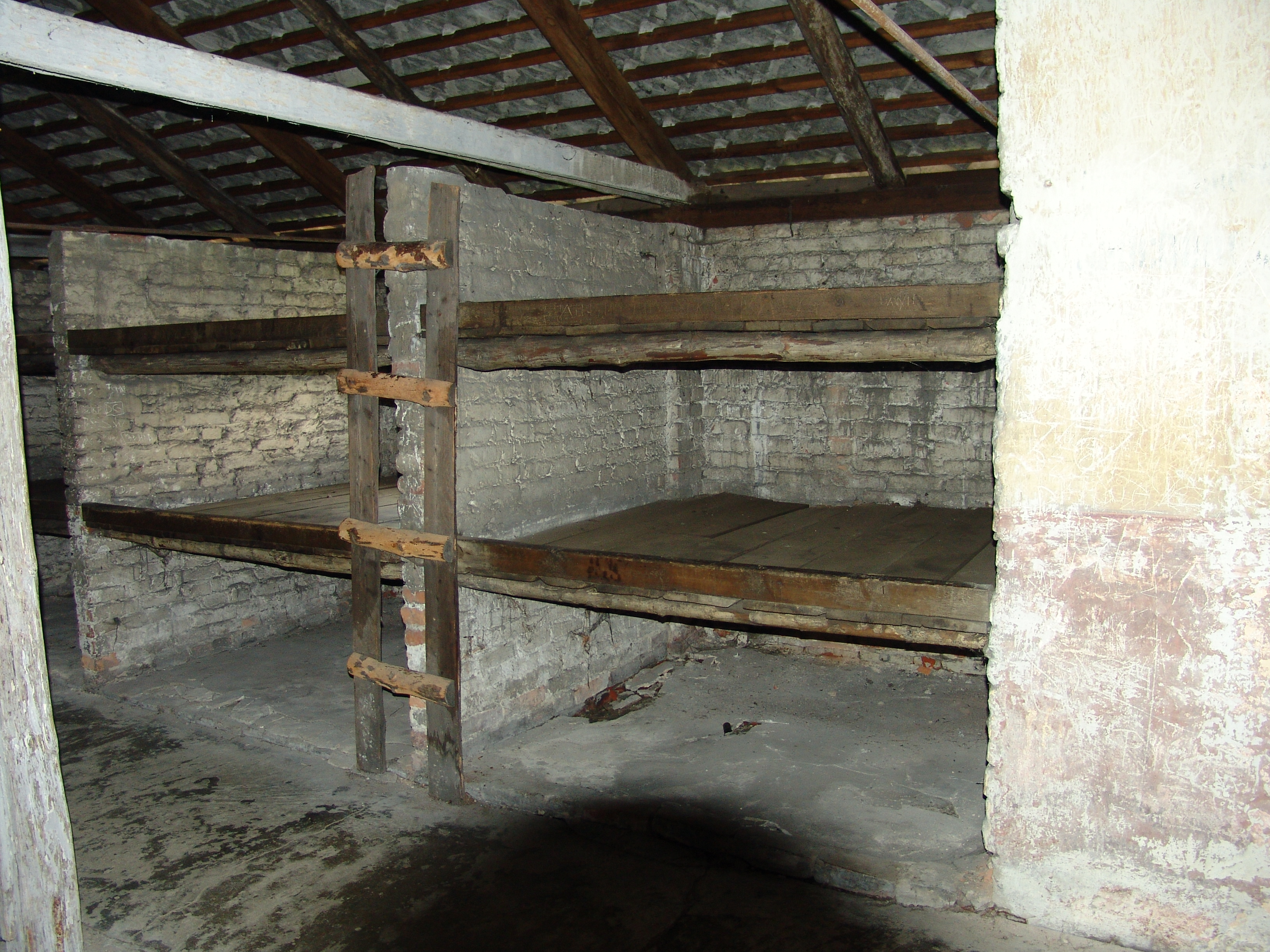
Alojamento dos prisioneiros no campo de concentração de Birkenau
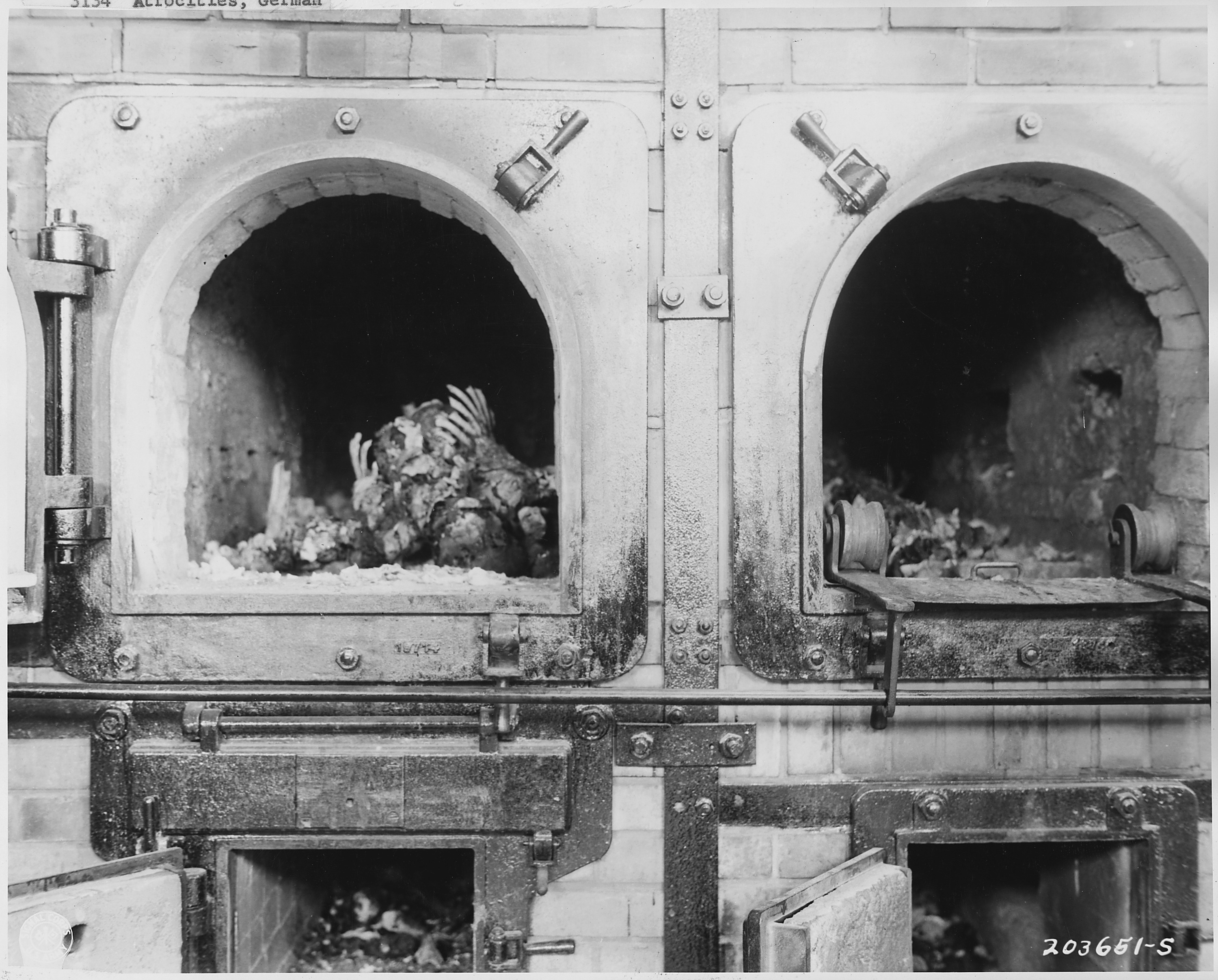
Crematório no campo de concentração próximo a Jena, Alemanha
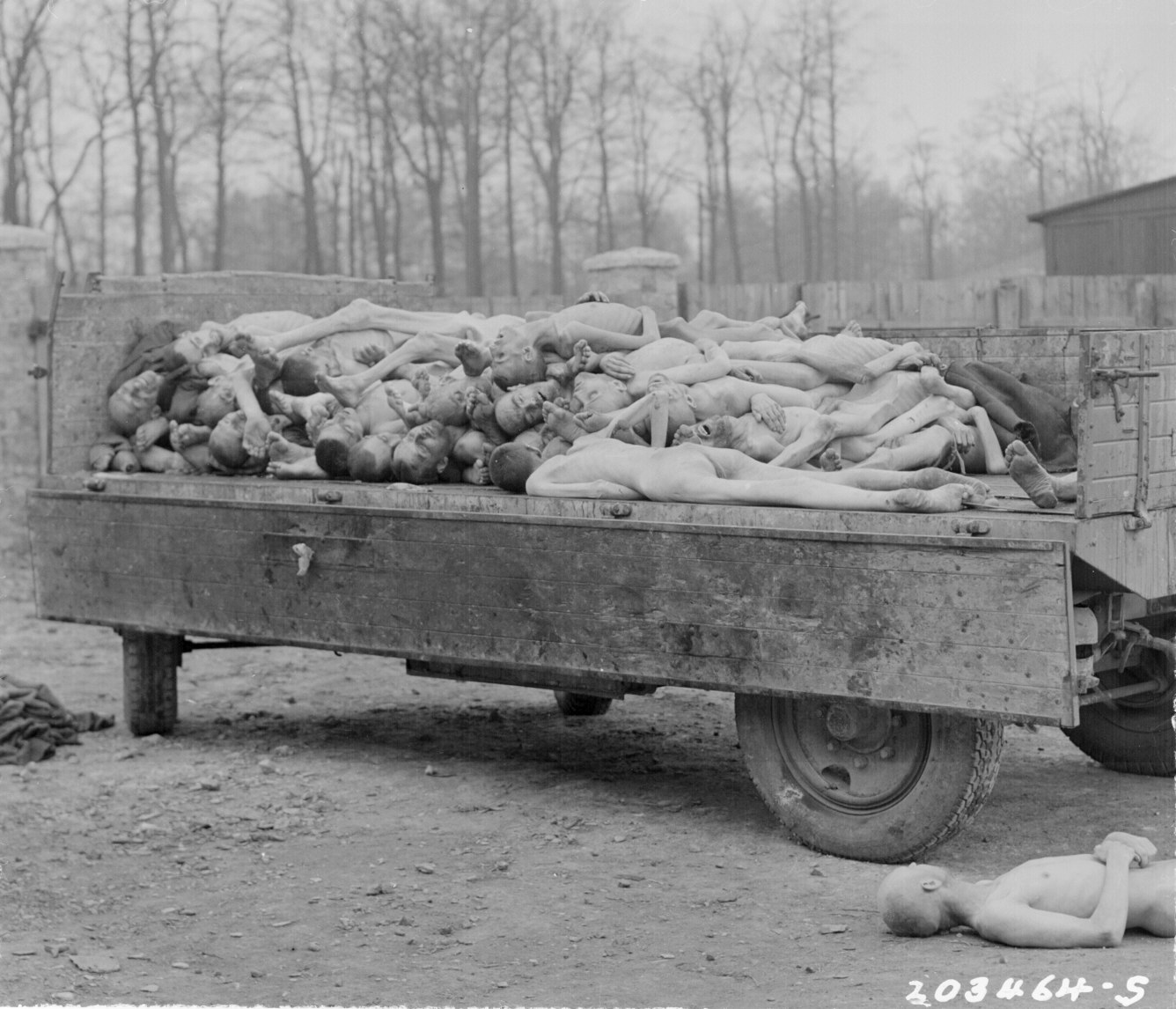
Corpos de prisioneiros dos nazistas encontrados pelas tropas norte-americanas em Weimar, Alemanha
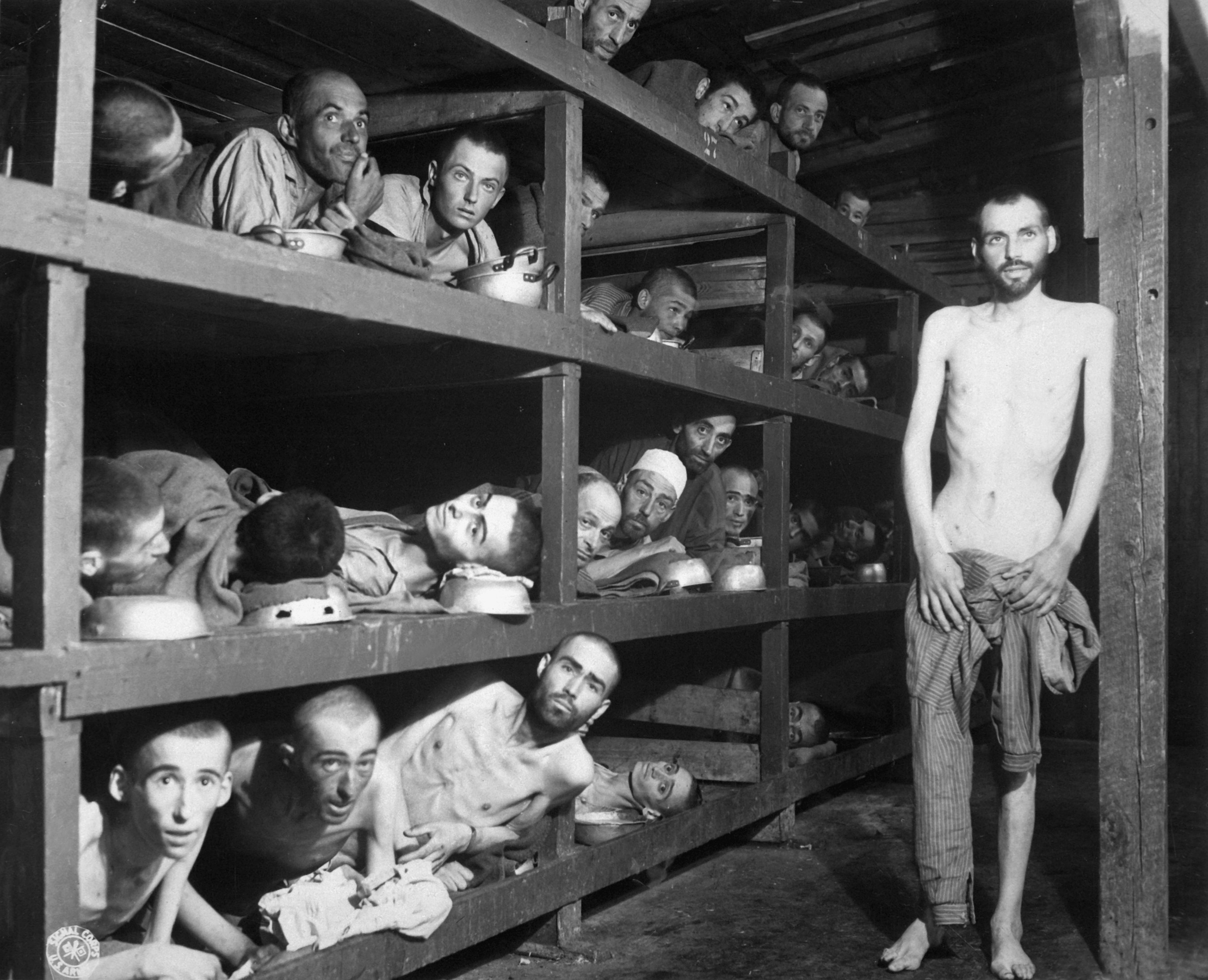
Campo de concentração de Buchenwald (Alemanha)
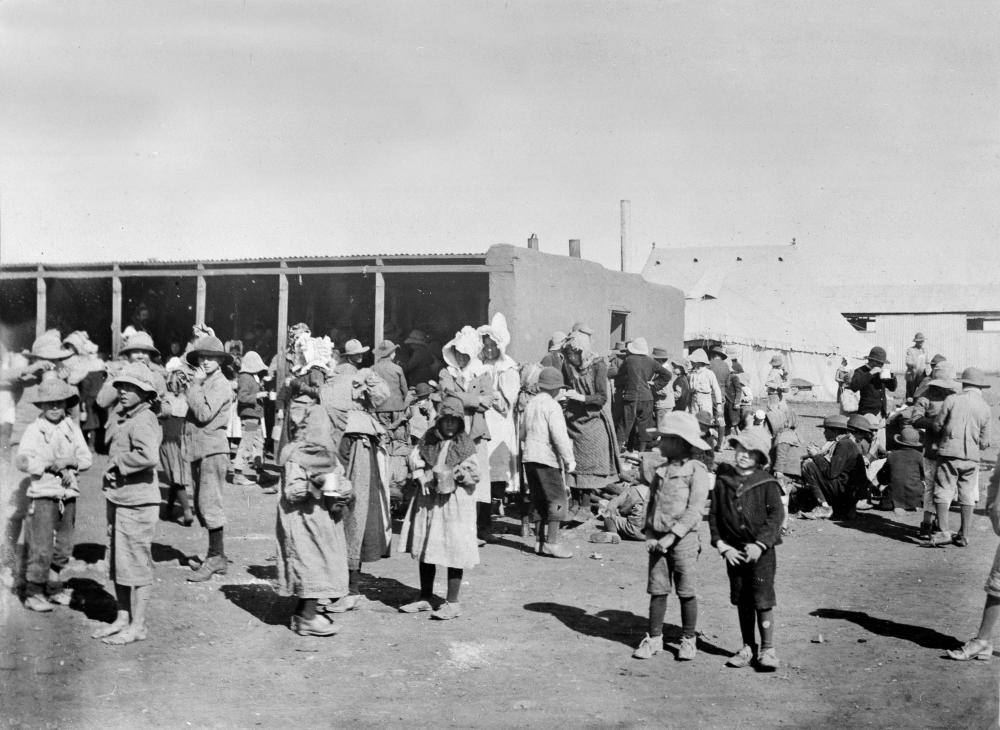
Mulheres e crianças boeres em um campo de concentração na África do sul
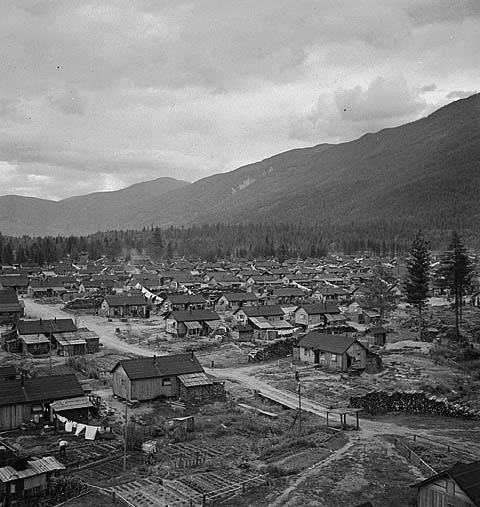
Campo de concentração para japoneses no Canadá, durante a Segunda Guerra Mundial.
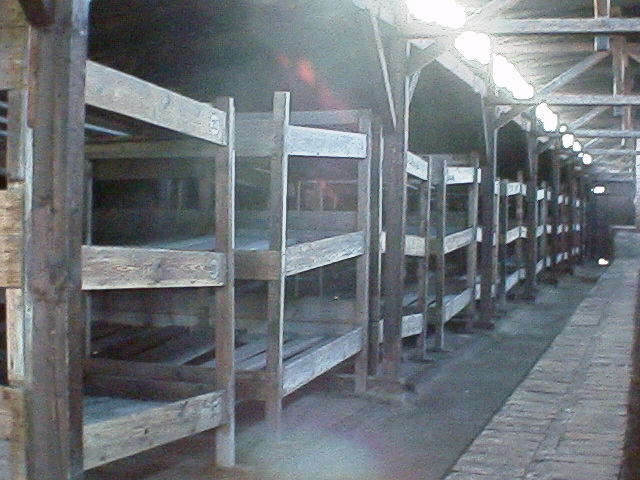
Campo de concentração de Auschwitz-Birkenau